# Theodore Bikel
Theodore Meir Bikel (Wenen, 2 mei 1924 – Los Angeles, 21 juli 2015) was een Oostenrijks / Brits / Amerikaans acteur en zanger.

## Biografie
Bikel was een zoon van joodse emigranten uit de voormalige Oostenrijk-Hongaarse regio Boekovina. Toen Oostenrijk werd geannexeerd door nazi-Duitsland vluchtte zijn familie naar Palestina waar goede contacten van de familie hen hielp aan Britse paspoorten. 
In zijn tienerjaren begon Bikel met acteren in het theater in Palestina en verhuisde later naar Londen om te gaan studeren aan de Royal Academy of Dramatic Art aldaar. Hij werd in 1948 aanbevolen bij Laurence Olivier voor een rol in het theater in West End voor het toneelstuk A Streetcar Named Desire. Hij kreeg hier goede recensies voor en werd toen veel gevraagd voor rollen in het theater. Na diverse rollen in het theater en televisie in Europa verhuisde hij in 1954 naar Amerika en werd daar genaturaliseerd tot Amerikaan in 1961. Door zijn rondzwerven door verschillende landen spreekt hij diverse talen uit Europa en Midden-Oosten. 
Bikel begon met acteren voor televisie in 1949 met de film Ein Breira. Hierna heeft hij nog meerdere rollen gespeeld in films en televisieseries zoals The African Queen (1951), Betrayed (1954), The Pride and the Passion (1957), The Defiant Ones (1958), My Fair Lady (1964), The Little Ark (1972), Dynasty (1985), Falcon Crest (1987-1988) en Murder, She Wrote (1987-1994). Voor zijn rol in de film The Defiant Ones werd hij genomineerd voor een Oscar in de categorie Beste Acteur met een Bijrol.
Bikel was ook actief als zanger, hij zong voornamelijk volksliederen en begeleidde zichzelf met gitaar, mandoline, balalaika en trekharmonica. Door de jaren heen heeft hij opgetreden in concertzalen en schoolcampussen. Hij heeft ook diverse muziekalbums opgenomen met volksliederen van over de wereld.  
Bikel was drie keer getrouwd. Met zijn tweede vrouw had hij twee kinderen. Hij overleed in 2015 op 91-jarige leeftijd in een ziekenhuis in Los Angeles.

## Filmografie

### Films
Selectie:
- 2002 Crime and Punishment – als kapitein Koch
- 1997 Shadow Conspiracy – als professor Yuri Pochenko
- 1991 Shattered – als dr. Berkus
- 1989 See You in the Morning – als Bronie
- 1972 The Little Ark – als de kapitein
- 1971 200 Motels – als Rance Muhammitz / Dave
- 1966 The Russians Are Coming, the Russians Are Coming – als de Russische kapitein
- 1964 My Fair Lady – als Zoltan Karpathy
- 1959 The Blue Angel – als Klepert
- 1959 The Angry Hills – als Dimitrios Tassos
- 1959 Woman Obsessed – als dr. R.W. Gibbs
- 1958 I Want to Live! – als Carl G.G. Palmberg
- 1958 The Defiant Ones – als sheriff Max Muller
- 1957 The Pride and the Passion – als generaal Jouvet
- 1955 The Colditz Story – als Vandy
- 1954 The Divided Heart – als Josip Slavko
- 1954 Betrayed – als Duitse sergeant
- 1954 The Love Lottery – als Parsimonius
- 1953 Melba – als Paul Brotha
- 1952 Moulin Rouge – als koning Milo IV van Servië
- 1951 The African Queen – als eerste officier

### Televisieseries
Uitgezonderd eenmalige gastrollen.
- 1989 – 1990 Christine Cromwell – als Horace – 3 afl.
- 1987 – 1988 Falcon Crest – als Marin Dimitrov – 3 afl.
- 1985 Dynasty – als Warnick – 4 afl.
- 1982 – 1983 Another World – als Henry Davenport - ? afl.
- 1978 – 1979 All in the Family – als Albrecht Klemmer – 2 afl.
- 1978 Loose Change – als Tom Feiffer – miniserie
- 1977 Testimony of Two Men – als Peter Heger – miniserie
- 1955 – 1958 Kraft Television Theatre – als ?? – 3 afl.
- 1955 – 1956 Goodyear Television Playhouse – als Paul Laurent – 2 afl.
- 1955 Appointment with Adventure – als Richter – 2 afl.
- 1954 Look Up and Live – als ?? – 2 afl.

## Theaterwerk opBroadway
- 1978 The Inspector General – als Anton Antonovich
- 1966 Pousse-Café – als professor George Ritter
- 1964 Café Crown – als Samuel Cole
- 1959 – 1963 The Sound of Music – als kapitein Georg von Trapp
- 1957 – 1958 The Rope Dancers – als Dr. Jacobson
- 1955 – 1956 The Lark – als Robert de Beaudricourt
- 1955 Tonight in Samarkand – als inspecteur Massoubre

- Bibsys: 9054040
- Biblioteca Nacional de España: XX1546904
- Bibliothèque nationale de France: cb13928012g (data)
- CiNii: DA14927017
- Gemeinsame Normdatei: 119262665
- International Standard Name Identifier: 0000 0001 1476 072X
- Library of Congress Control Number: n85136847
- MusicBrainz: 5451792e-a144-452a-b82e-a8a33cc4b57d
- Nationale bibliotheek van Australië: 35991285
- Nationale Bibliotheek van Israël: 987007258623705171
- Nationale Bibliotheek van Polen: a0000002564771
- Nederlandse Thesaurus van Auteursnamen: 096368446
- SNAC: w6p55qnv
- Système universitaire de documentation: 087451700
- Virtual International Authority File: 82627937
- WorldCat: E39PBJg4jKFdkcrymhjHkWJCcP